# Dům Arcivévoda rakouský
Dům Arcivévoda rakouský, před přestavbami jménem Goldenes Jägerhorn (do češtiny překládáno jako Zlatý lovecký roh, Zlatý myslivecký roh, Zlatý lesní roh), později zván též Mannlův dům, se nachází v Městské památkové zóně Karlových Varů v lázeňské části města na Staré louce č. 331/56.

## Historie
V roce 1756 zde stál dům jménem Goldenes Jägerhorn, na kterém se tyčil štít Marie Terezie, kněžny Trauntsenské, hraběnky z Weissenwolffu, s letopočtem 1726.
Roku 1835 bylo na domě přistavěno druhé patro. V roce 1851 nechal vlastník domu Moritz Mannl přestavět dvorní trakt a objekt se nazýval Mannlův dům. V roce 1865 stavitel Johann Voigt vypracoval návrh pro navýšení domu o další dvě patra a novou úpravu fasád. Tak se zachoval příklad pozdně klasicistního domu s doplněnými tektonickými prvky v duchu raného historismu.

## Ze současnosti
V roce 2014 byl dům uveden v Programu regenerace Městské památkové zóny Karlovy Vary 2014–2024 v části II. (tabulková část 1–5 Přehledy) v Seznamu památkově hodnotných objektů na území MPZ Karlovy Vary a jejich aktuální stav s vyjádřením vyhovující.
V současnosti (duben 2023) je budova evidována jako objekt k bydlení s pěti bytovými jednotkami, v soukromém vlastnictví.

## Popis
Pětipodlažní dům s mansardovou nástavbou se nachází v centru lázeňské části Karlových Varů na levém břehu řeky Teplé, na Staré louce 331/56. Uliční průčelí je čtyřosé, vchod je umístěn zcela vpravo. Objekt je využíván (rok 2023) jako bytový dům, přízemí slouží ke komerčním účelům.